# シン・ヨンギュン
シン・ヨンギュン（申栄均、朝鮮語: 신영균、1928年11月6日 - ）は、大韓民国の俳優、歌手、歯科医、実業家、映画プロデューサー、大学教授、芸術団体人、政治家、予備役大韓民国海軍大尉。第15・16代国会議員。本貫は平山申氏。キリスト教徒。デビュー初期はシン・イルチョン（申一川、신일천）という芸名を使った。

## 経歴

### 俳優業・投資業
日本統治時代の黄海道平山郡のキリスト教家庭に生まれた。小学3年生の時に一家は京城府に引っ越し、その後は興仁初等学校に通った。小学校時代に母と共に教会に通っていた時に、偶然でクリスマスの降誕劇の演出に加わった。漢城高校在学時には演劇部所属で、卒業後は青春劇場に入団し、新劇運動に2年間参加した。しかし、演劇だけでは経済的に苦しかったため、生計のための職業も必要だと考えて、ソウル大学校歯科大学に入学した。大学に入学するとすぐに朝鮮戦争が勃発したため、学校と共に釜山に避難した。戦時連合大学に通いながら、演劇で生活費を稼いだ。ソウル収復後はソウル大学校総学生会演劇部を創立し、部長を務めながら公演活動にも熱心に取り組んだ。1953年に朝鮮戦争に参戦し、海軍中尉（軍医官）に任官され、1955年に大学を卒業し、1958年に大尉で予備役に編入した。海軍軍医在任中に結婚し、歯科医師免許を得た後、1958年にソウルの会賢洞に「東南歯科」という歯科医院を開業した。
大学在学時に演劇をした縁で、演劇界からの勧誘が増えたため、結局1960年の舞台劇『女人天下』で趙光祖役を演じることになった。 当時、映画『やもめ』の主人公を物色していた趙肯夏監督がこの舞台を見て、シンに映画界への進出を勧めた。その結果、この映画に出演したシンは32歳で映画デビューすることになった。続いて出演した『馬夫』は1961年のベルリン映画祭で審査員グランプリ銀熊賞を受賞し、1962年に出演した『燕山君』で第1回大鐘賞男優主演賞を受賞した。1964年にはヒット作である申相玉監督の『赤いマフラー』で第11回アジア映画祭の主演男優賞を受けた。1970年代末の俳優引退までに『5人の海兵』『帰ってきた海兵』『赤いマフラー』などの戦争映画をはじめ、計317本の映画に出演したため、1960・70年代の映画界のトップスターとして君臨した。
また、映画俳優時代には多くの投資・経営活動もした。1963年に友人と共にソウルの金湖洞にある「金湖劇場」を買収して新たに開館した。その後、パン屋の明宝製菓を買収し、妻が腕をまくって直接にパンを焼いて店を育てた後、明宝製菓はニューヨーク製菓と太極堂、豊年製菓とともにソウルの4大菓子に挙げられるようになった。1971年にはボウリング場を買収し、1973年にはビル管理会社である「韓洲興産株式会社」を設立し、不動産賃貸業にも参入した。1977年8月に、明宝製菓のすぐ隣にある明宝劇場を7億5千万ウォンをかけて買収した後、『地獄の黙示録』『パピヨン』などの外国映画と『私が捨てた女』『星の故郷 II』『嫌いでももう一度』などの韓国映画を上映した。1985年、ソウル鍾路区寛勲洞に地上14階・地下4階のビルを建立し、地下2・3階に明宝小劇場を設置した。1992年、韓国に進出しようとしたマクドナルド社とマクドナルド49対シン51の割合で、計54億ウォンの資本金を投資してソウルに合弁会社である「マキシン産業」を設立した。

### 事件
1968年9月12日、李新明監督を殴った映画俳優のパク・ノシクの処理問題について、ソウル芸総会館の会議室で開催された韓国映画人連合会監督分科委員会と演技分科委員会の連席会議が終わった後、シンは映画監督鄭鎮宇を殴り、鄭の頭部に10日の傷害を負わせたほか、灰皿を投げて俳優仲間のファン・ジョンスン、キム・ジミなどを傷つけた疑いで鍾路警察署の留置場に収監された。9月16日、ソウル市警捜査課はシンを暴力行為の容疑で拘束し、俳優のチェ・ソンホも同じ容疑でソウル地検に送致された。

### 政治活動
1970年に韓国映画人協会理事長に当選した後、韓国芸術文化団体総連合会の副会長に当選し、その後民主共和党ソウル永登浦区乙区の組織責任者に選ばれた。70年代には国会議員選挙出馬の準備もしたが、相手の金守漢を意識して途中で撤回した。1979年に韓国映画人協会会長に単独立候補し選出された。1981年2月、韓国芸術文化団体総連合会第15代会長に選出され、1984年まで務めた。1993年2月の第20代会長選挙に再出馬して当選し、1996年にも再選された。同年に新韓国党に入党し、第15代総選挙では新韓国党、第16代総選挙ではハンナラ党所属の比例代表として出馬し、2回連続当選した。2004年の第17代総選挙の前にはハンナラ党の方針により不出馬宣言をし、文化芸術事業に専念した。
1999年6月5日、南済州郡南元邑の海岸沿いの2万4千余坪の土地に私財100余億ウォンをかけ、韓国初の映画博物館である「申栄映画博物館」を建設・開館した。また、ソウルオリンピック組織委員会委員、ワールドカップ誘致委員会誘致委員、ワールドカップサッカー組織委員会執行委員、SBSプロダクション会長、96ソウル国際アートフェア展組織委員長、国会文化芸術研究会会長を歴任した。1993年に中央大学校映画学科特別招聘教授に就任した。また、1993年に高麗大学校メディア大学院最高位言論政策課程、1995年に東国大学校文化芸術大学院文化芸術教育者課程、1996年に延世大学校マスコミ広報大学院最高位言論政策課程をそれぞれ修了した。

### 政界引退後
2010年、映画および芸術界の人材養成のために、500億ウォン相当の私財であるソウル市中区にある複合公演施設・明宝劇場（明宝アートホール）と韓国最大の映画博物館である済州島申栄映画博物館を映画界および文化芸術界に寄贈した。他にはハンナラ党常任顧問、国民元老会議文化体育分野委員、済州放送名誉会長、韓国地域民営放送協会会長、シン・ヨンギュン芸術文化財団名誉会長、韓洲ホールディングスコリア名誉会長、セヌリ党常任顧問、国民の力常任顧問団会長を歴任した。
2012年、ソウル大学校出身のイ・スンジェを中心とした「ソウル大学校演劇同窓会」所属の演劇人が製作した舞台劇『白い中立国』に出演し、65年ぶりに舞台に復帰した。

## 親族
息子の申彦植は実業家で、韓国マクドナルド社長、韓洲ホールディングスコリア会長、済州放送会長、財団法人シン・ヨンギュン芸術文化財団理事などを歴任した。

## 作品

### 映画
- 1960年 やもめ - ソンチル役
- 1960年 夢 - チョシン役
- 1961年 馬夫 - スオプ役
- 1961年 ラブルームのゲストと母 - 外叔父役
- 1961年 愚かな温達と平崗公主 - 温達役
- 1961年 5人の海兵 - オ・ドクス少尉役
- 1962年 燕山君 - 燕山君役
- 1962年 花郎徒 - オ・ジルラン役
- 1962年 東学乱 - スング役
- 1962年 愛と憎しみの歳月 - 呉社長役
- 1962年 愛の東明王 - 東明王役
- 1962年 仁穆大妃 - 綾陽君役
- 1962年 周遊天下 - 譲寧大君役
- 1962年 太陽に背を向ける人々 - インソン役
- 1962年 暴君燕山 - 燕山君役
- 1963年 江華島令 - 李元範役
- 1963年 哲宗と福女 - 哲宗役
- 1963年 血脈 - 兄役
- 1964年 南怡将軍 - 南怡役
- 1964年 妲己 - 紂王役
- 1964年 赤いマフラー - ナ・グァンジュン少領役
- 1964年 獅子城 - ファンポ役
- 1964年 十年勢道 - 洪国栄役
- 1965年 南と北 - チャン・イルグ役
- 1965年 悲しみがあった - チュンギル役
- 1965年 王とサンノ - マンガン役
- 1965年 あの空にも悲しみが - キム・ドンシク役
- 1967年 夢 - チョシン役
- 1968年 嫌いでももう一度 - シノ役
- 1969年 嫌いでももう一度2 - シノ役
- 1970年 嫌いでももう一度3 - シノ役
- 1971年 嫌いでももう一度4 - シノ役
- 1972年 女先生 - チェファ夫役
- 1972年 人間落第生 - ソン・ダルジュン役
- 1973年 三日天下 - 金玉均役

### テレビドラマ
- 1973年 TBC東洋放送ドラマ『北間島』
- 1995年 SBSソウル放送ドラマ『アスファルトの男』

### 製作作品
- 1988年 『その最後の冬』
- 1988年 『巣の中の渡り鳥』

## 受賞
- 1962年 第1回大鐘賞 主演男優賞[7]『燕山君』
- 1962年 第9回アジア映画祭 主演男優賞[37]『常緑樹』
- 1963年 第6回釜日映画賞 主演男優賞[38]『燕山君』
- 1963年 第4回月刊映画誌映画世界史選定第4回NO.1人気賞 主演男優賞[39]
- 1963年 第2回大鐘賞 主演男優賞[40]『烈女門』
- 1964年 第11回アジア映画祭 主演男優賞[8]『赤いマフラー』
- 1964年 第2回青龍映画賞 人気男優賞[41]
- 1965年 第4回大鐘賞 主演男優賞[42]『妲己』
- 1965年 第3回青龍映画賞 人気男優賞[43]
- 1966年 第2回百想芸術大賞 男性演技賞[44]『浜辺の村』
- 1966年 第4回青龍映画賞 主演男優賞[45]『市場』
- 1966年 第4回青龍映画賞 人気男優賞
- 1967年 第3回映画芸術賞 主演男優賞[46]『水車小屋』
- 1967年 第10回釜日映画賞 主演男優賞『水車小屋』
- 1967年 第5回青龍映画賞 人気男優賞[47]
- 1969年 第5回百想芸術大賞 男性演技賞[48]『大院君』
- 1969年 第6回青龍映画賞 主演男優賞[49]『大院君』
- 1969年 第6回青龍映画賞 人気男優賞[49]
- 1970年 第6回百想芸術大賞 愛読者人気賞[50]
- 1970年 第7回青龍映画賞 人気男優賞
- 1971年 第8回青龍映画賞 人気男優賞
- 1972年 第8回百想芸術大賞 愛読者人気賞
- 1973年 第10回青龍映画賞 主演男優賞[51]『三日天下』
- 1979年 第28回ソウル市文化賞 芸能部門受賞[52]
- 1987年 国民勲章冬栢章
- 2007年 第44回大鐘賞 功労賞[53]
- 2008年 第7回大韓民国映画大賞 功労賞[54]
- 2009年 第3回ソウル忠武路国際映画祭 特別功労賞[55]
- 2010年 第47回大鐘賞 特別賞[56]
- 2010年 第45回雑誌の日今年の人物賞
- 2010年 第30回韓国映画評論家協会賞 功労映画人賞
- 2010年 第11回大韓民国国会大賞 功労賞[57]
- 2011年 第1回今月の分かち合い人授賞式 保健福祉部長官賞[58]
- 2011年 第2回大韓民国大衆文化芸術賞 文化勲章[59]
- 2012年 第22回誇らしいソウル大人選定（歯医学科48学番）[60]
- 2020年 第56回大鐘賞映画祭功労賞